# Едвардсов синдром
Едвардсов синдром је болест узрокована нумеричком аберацијом хромозома, тризомијом хромозома 18. Описао га је Едвардс 1960. год. Учесталост овог синдрома у живорођеној популацији је 1:6000 при чему преовлађује женски пол.
Узроци тризомије 18 су:
- неодвајање хромозома 18 у мејози родитеља, што представља главни узрок
- уравнотежена транслокација једног родитеља,
- мозаицизам који даје знатно блажу клиничку слику

Главна обележја (фенотип)су као и код Патауовог синдрома вишеструке аномалије па већина деце умире одмах по рођењу док само око 10% преживи прву годину живота. Деца која живе дуже имају мање изражене аномалије органа, али имају наглашену менталну заосталост. 